# Chapelle Notre-Dame-de-Joie du Gohazé
La chapelle Notre-Dame-de-Joie du Gohazé est un édifice cultuel situé au lieu-dit Gohazé, à Saint-Thuriau (Morbihan).

## Historique
La chapelle du Gohazé était sous l'ancien Régime le centre de la paroisse Gohazé-Pontivy, donc une église. 
La chapelle fait l’objet d’une inscription au titre des monuments historiques depuis le 8 juin 1925. Les voûtes lambrissées peintes de motifs floraux sont restaurées en 1942.